# Tiegoziero (stacja kolejowa)
Tiegoziero (ros. Тегозеро, krl. Tegjärvi) – stacja kolejowa w miejscowości Tiegoziero, w rejonie biełomorskim, w Karelii, w Rosji. Położona jest na linii Biełomorsk – Obozierskij.